# Umělec

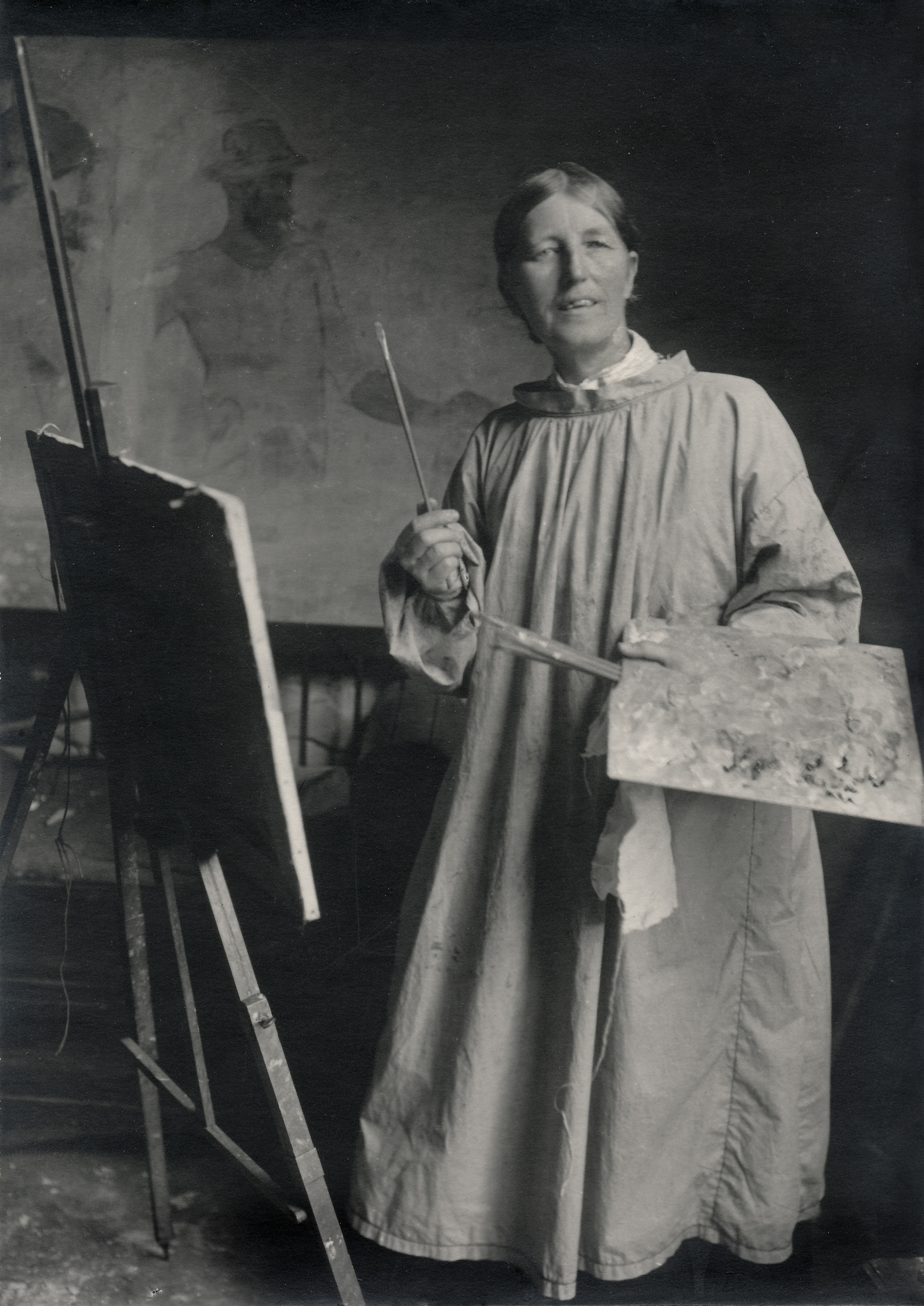
Umělec

„Umělci jsou osoby, jež vytvářejí či interpretují umělecká díla s tím, že se touto prací živí či o to usilují. Tvorba uměleckých děl je zásadní součástí jejich života a svou činností přispívají k rozvoji umění a kultury. Umělcem je ten, kdo je za umělce považován, a to bez ohledu na to, zda je pracovně vázán k profesním uměleckým subjektům.“
„Umělcem se rozumí každá osoba, která vytváří umělecká díla nebo se svou interpretací podílí na vytváření nebo znovu vytváření uměleckých děl, která považuje svou uměleckou tvorbu za hlavní součást svého života, která tímto způsobem přispívá k rozvoji umění a kultury a která je uznávána nebo se snaží, aby byla uznávána za umělce, ať již je nebo není v jakémkoliv pracovním svazku nebo jakémkoliv sdružení.“
Umělec je osoba, která se věnuje (v uměleckém kontextu) malířství, sochařství, herectví, tanci, psaní, tvorbě filmů, poezie, hudby či videoher nebo jakýmkoliv jiným uměleckým profesím.
„Umění a umělci se na trhu práce chovají velmi specificky, jsou extrémně zranitelní. Jejich právní postavení v západní Evropě je definováno již od 80. let 20. století, u nás se teprve začíná.“
— Jakub Bakule | prezident Kulturní a kreativní federace
Umělec definován Ministerstvem kultury: Umělec  - specifikována fyzická, konkrétní osoba, bez ohledu na státní příslušnost, provádějící uměleckou činnost (výkonný umělec), tvůrčí činnost umělecké povahy (zejména autoři uměleckých děl, hudebníci, herci, překladatelé aj.) nebo podpůrné profese s uměleckou činností bezprostředně související (tzv. umělecko-technické profese, příkladně zvukaři, osvětlovači). 
Status umělce
V České republice dosud nebyla (mimo předchozí uvedení Zasloužilý umělec nebo Národní umělec, což bylo spíše vnímáno jako vyznamenání, ocenění s finančním bonusem) nijak soustředěna. S příchodem Covidu, kdy lidé v uměleckých profesích nezískali nárok na pomoc státního aparátu, se projevila citelná absence právě takového registru. Status umělce v rámci českého právního řádu by měl zlepšit pozici osob pracujících v kultuře a postupně narovnat nevýhodné podmínky pro umělce, kam patří nejisté příjmy , atypické pracovní modely a absence jakékoliv podpory.
Status umělce má povahu správního aktu, jde o Osvědčení, přičemž není nijak posuzována kvalita práce umělce.
Zavedení statusu umělce, od 1.7. 2025, se tak stává počátečním krokem, který v rámci českého právního řádu ukotví pozici lidí pracujících v kultuře. Status by měl sloužit jako nástroj pro zmírnění finanční náročnosti práce umělců, podpořit profesní sdružování, kolektivní vyjednávání a motivovat mladé umělce k setrvání v oboru. Novela zákona nepřináší další konkrétní formy podpory, ale má sloužit jako první krok, na nějž by měly navazovat další opatření.
Status umělce umožňuje žádat o dvojí formu finanční podpory:
- stipendium, za splnění vždy daných podmínek, umožní umělcům realizovat vlastní tvůrčí projekty a vzdělávací (studijní, poznávací) programy, bude mít formu finančního zajištění ze státního rozpočtu.
- dotační podporu v případě mimořádné události, kdy není možné či jen omezeně, aby umělec mohl tvořit.

Registr umělců
Status umělce získá osoba zapsaná do Registru umělců, neveřejného informačního systému veřejné správy, který povede Ministerstvo kultury s údaji obsahující jméno, příjmení, trvalý pobyt, druh a zaměření umělce a eventuální následné změny.
Zápis do registru umělců podle zákona č. 203/2006 Sb., o některých druzích podpory kultury a o změně některých souvisejících zákonů, ve znění pozdějších předpisů, byl zaveden zákonem č. 79/2025 Sb. s účinností od 1. 7. 2025
Žádost o zápis do registru umělců se podává Ministerstvu kultury, je zpoplatněna správním poplatkem 1000 Kč a lze ji podat elektronicky, poštou i přes datovou schránku. Do Registru umělců může být na základě své žádosti zapsán každý, kdo prokáže, že se věnuje umělecké nebo tvůrčí činnosti nebo činnosti související, přičemž žadatel se může přihlásit k více uměleckým činnostem a doložit, že v celkovém součtu se umělecké činnosti věnoval alespoň 24 měsíců v posledních třech letech. Rozhodující je celkové období, tedy nikoli konkrétní zaměření. Na zápisu bude uváděna specifikace druhu a zaměření činnosti.
Při definici a pro zapsání uznatelných a neuznatelných profesí do Registru vychází Ministerstvo kultury ze Zákona č. 203/2006 Sb., ze Zákona č. 121/2000 Sb. (autorský zákon), z doporučení pracovní skupiny složené z řešitelů výzkumných projektů k problematice statusu umělce (výzva NPO z roku 2022) a částečně z metodiky záchranných balíčků pro OSVČ v kultuře v době pandemie Covid-19. Klasifikace druhů a zaměření umělecké činnosti – profese relevantní pro zápis do Registru umělců.
Umělecká činnost se dělí do mnoha druhů a zaměření. Mezi hlavní druhy patří umělecká činnost výkonných umělců, jako jsou herci, tanečníci, hudebníci, zpěváci, a také činnosti spojené s výtvarným uměním, literaturou, architekturou, designem a dalšími obory. Každý z těchto druhů má specifické zaměření, například divadlo se dělí na herectví, režii, scénografii, tanec na balet, moderní tanec, atd.
Klasifikace umělecké činnosti dle druhu a zaměření
Výkonní umělci
- Divadlo: Herectví, loutkoherectví, akrobacie, režie, scénografie, kostýmní výtvarnictví, dramaturgie, produkce.
- Tanec: Balet, moderní tanec, lidová tradiční kultura, choreografie, akrobacie, cirkusoví a varietní umělci, baletní mistři, nonverbální umělci, režie, scénografie, kostýmní výtvarnictví, dramaturgie, produkce.
- Hudba: Zpěv, hra na hudební nástroje, dirigování, sbormistrovství, hudební skladba a hudební režie (vážné hudby, populární hudby, filmové hudby), dirigenti, sbormistři, scénografie, kostýmní výtvarnictví, dramaturgie, produkce.
- Film a televize: Herectví, režie, scénář, kamera, střih, zvuk, produkce, scénografie, kostýmní výtvarnictví, dramaturgie, produkce.

Vizuální umění
- Malířství: Malba, kresba, grafika.
- Sochařství: Socha, reliéf.
- Architektura: Architektonické návrhy, urbanismus, výstavnictví.
- Restaurování a konzervace: Obnova a péče o umělecká díla
- Tvůrčí činnost umělecké povahy: Průmyslový design, módní design, grafický design, umělecko-řemeslná tvorba, tradiční lidová kultura, fotografie, nová media, konceptuální umění, digitální media, videoart, performance

Literatura
- Beletrie: Romány, povídky, básně, dramata, překladatelé.
- Publicistika: Novinářské články, eseje, reportáže překladatelé.
- Odborná literatura: Knihy a články z různých oborů, překladatelé.

Činnost s uměleckou tvorbou bezprostředně související
- Tvůrčí práce s technologiemi: light design, sound design, osvětlovači, zvukaři, animátoři, střihači, koloristé, tvůrci vizuálních efektů, tvůrci počítačových her
- Podíl na umělecké a odborné stránce projektu: kurátoři, umělečtí produkční, make-up artists, maskéři, stage manažeři, inspirátoři, storyboard, korepetitoři, pohybová spolupráce

Činnosti, které nejsou pro Registr umělců relevantní: pořadatelská a agenturní činnost, kulturní management, projektový management, technická produkce, RP a marketing, organizace a řízení uměleckých projektů, kurátorství, edukační a pedagogická činnost, vědecká činnost, žurnalistika, aj.
Patronem umělců (zejména malířů) je sv. Lukáš. Patronkou muzikantů je sv. Cecílie.
Roku 2004 v Kanadě vznikl mezinárodní den umělců, který se slaví 25. října.